# Campylobacterales
Ordre
Les Campylobacterales sont un ordre de bactéries de la classe des Epsilonproteobacteria.

## Liste des familles
Selon List of Prokaryotic names with Standing in Nomenclature :
- Arcobacteraceae Waite et al. 2020
- Campylobacteraceae Vandamme and De Ley 1991
- Helicobacteraceae Garrity et al. 2006
- Hydrogenimonadaceae Waite et al. 2020
- "Candidatus Thiobarbaceae" Assie et al. 2020